# Temnata Dupka
Temnata Dupka (bulgariska: Темната дупка) är en grotta i Bulgarien.   Den ligger i regionen Lovetj, i den nordvästra delen av landet, 80 km nordost om huvudstaden Sofia. Temnata Dupka ligger 281 meter över havet.
Terrängen runt Temnata Dupka är huvudsakligen kuperad, men åt nordost är den platt. Terrängen runt Temnata Dupka sluttar norrut. Närmaste större samhälle är Lukovit, 10,1 km öster om Temnata Dupka.
I omgivningarna runt Temnata Dupka växer i huvudsak lövfällande lövskog. Runt Temnata Dupka är det ganska glesbefolkat, med 39 invånare per kvadratkilometer.